# Paysage culturel d'Aranjuez
Pour les articles homonymes, voir Aranjuez (homonymie).
Le Paysage culturel d'Aranjuez est le nom d'un bien du patrimoine mondial de l'Unesco inscrit en 2001. Il est situé à Aranjuez, dans la communauté de Madrid, en Espagne.

## Description
Sous la dénonimation de « Paysage culturel d'Aranjuez » se retrouvent :
- le palais royal d'Aranjuez ;
- les jardins d'Aranjuez :
  - le Jardín del Parterre ;
  - le Jardín del Príncipe.
- la Casa del Labrador (es) ;
- la Casa de los Infantes ;
- la Casa de Oficios y Caballeros ;
- la Casa de Marinos ;
- le Couvent de San Pascual (es).

## Galerie

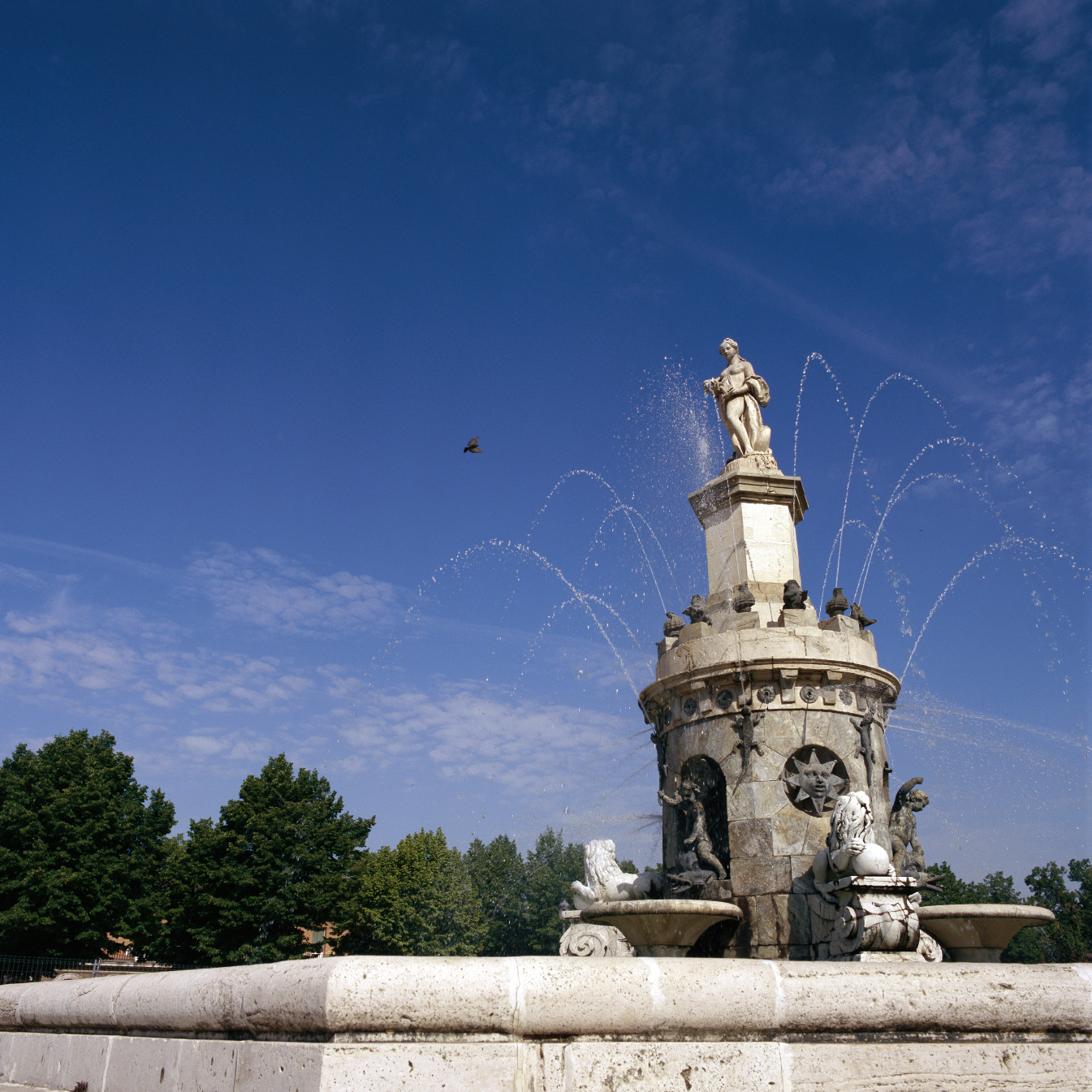
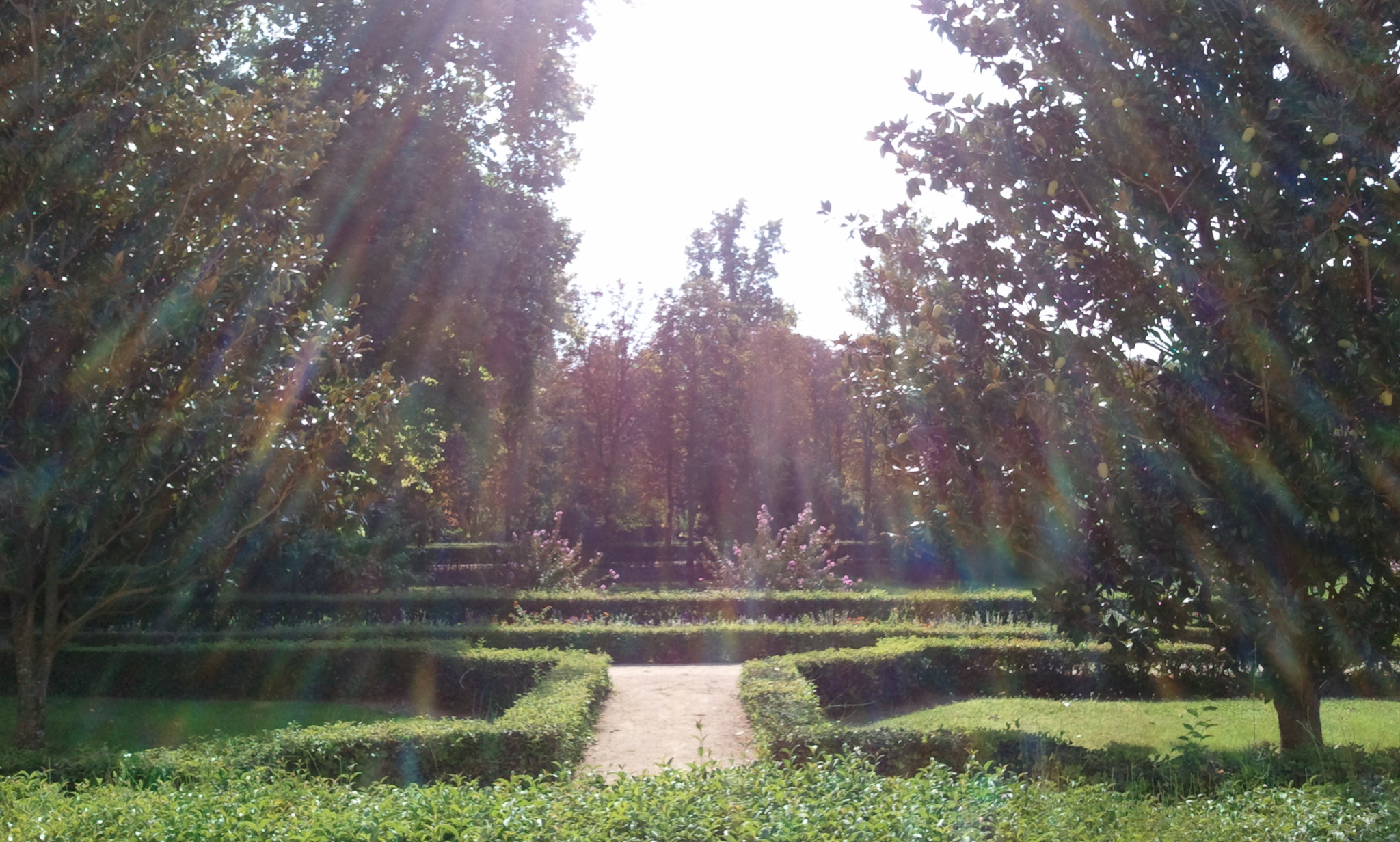
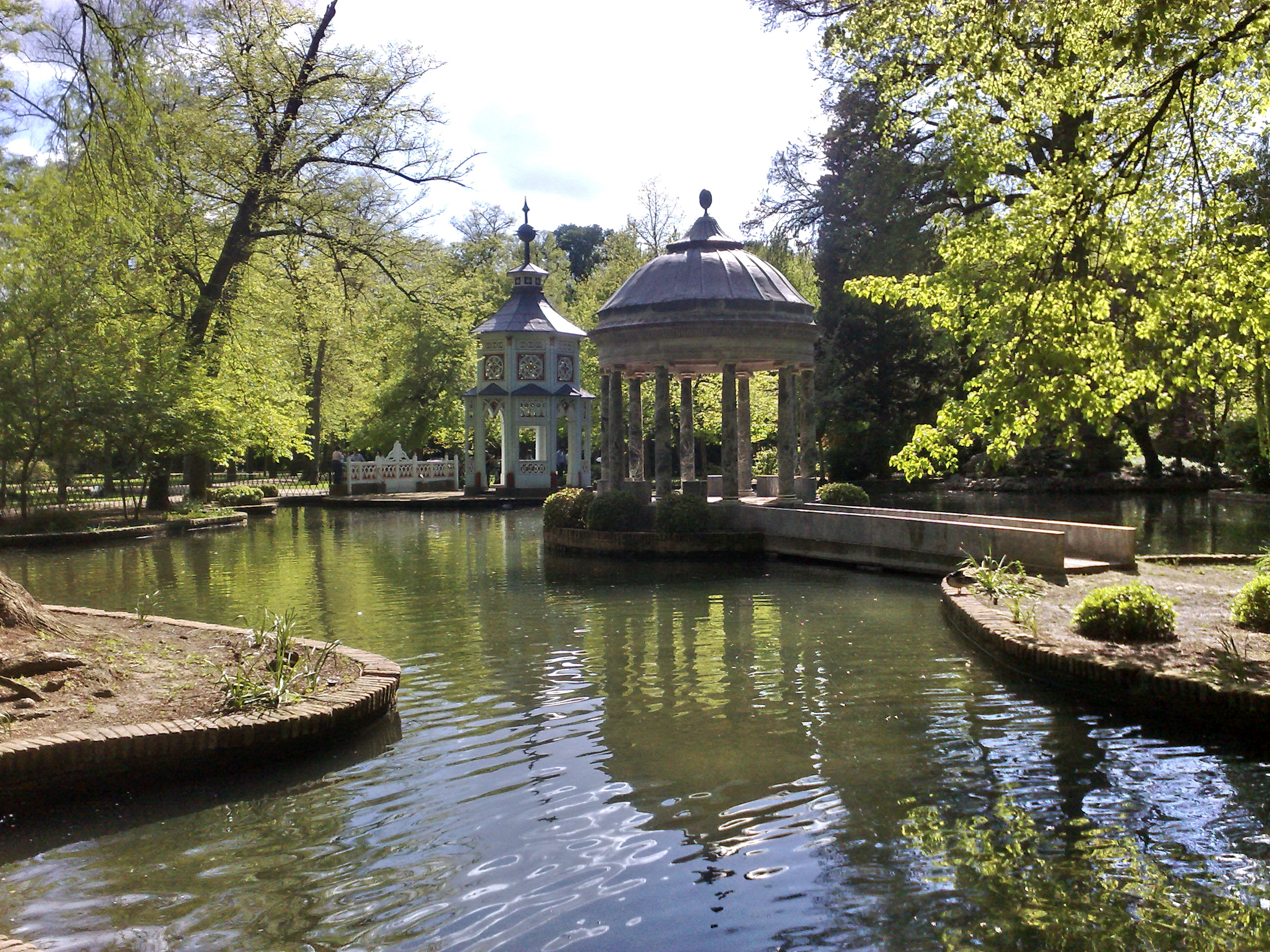
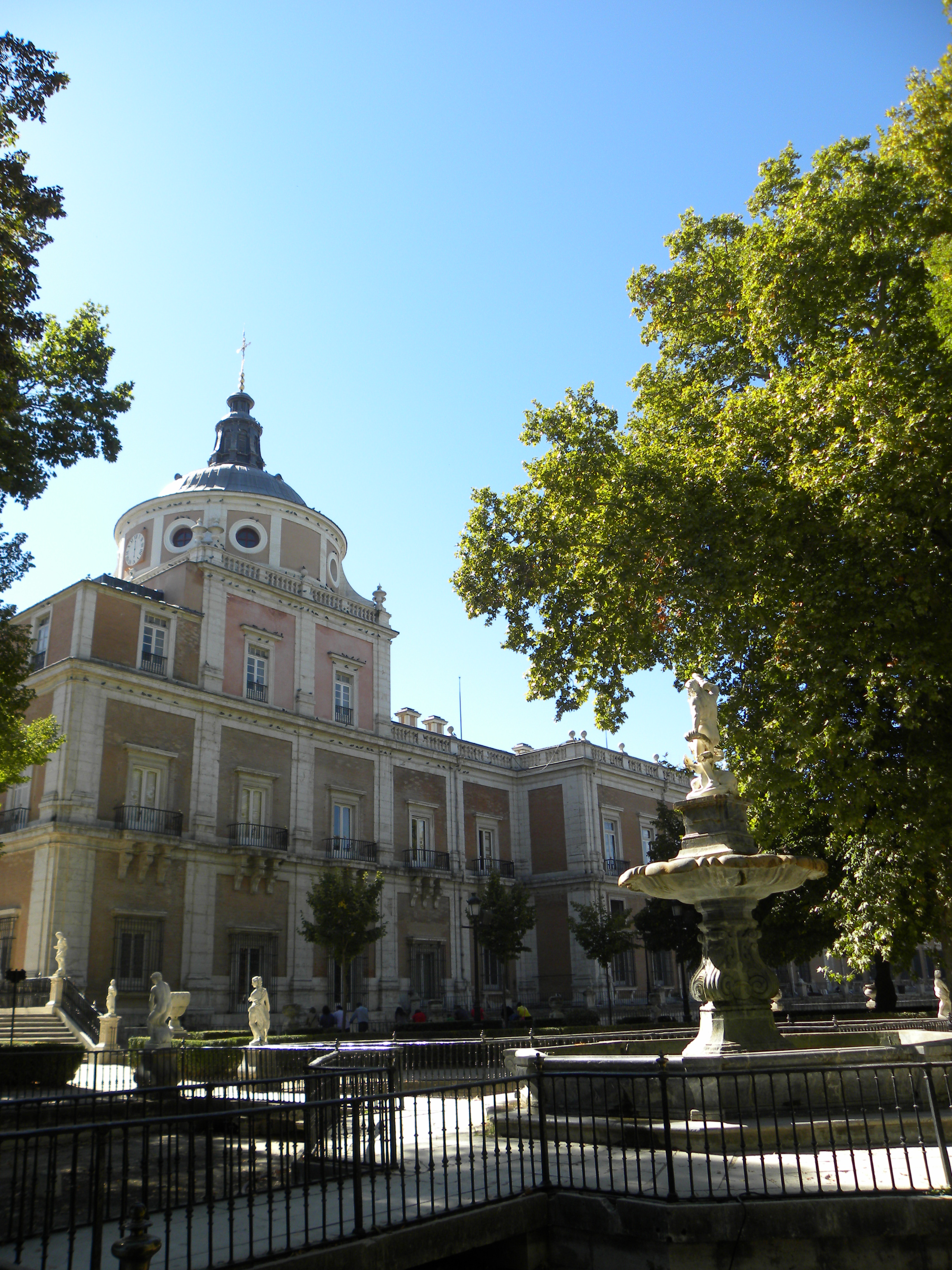
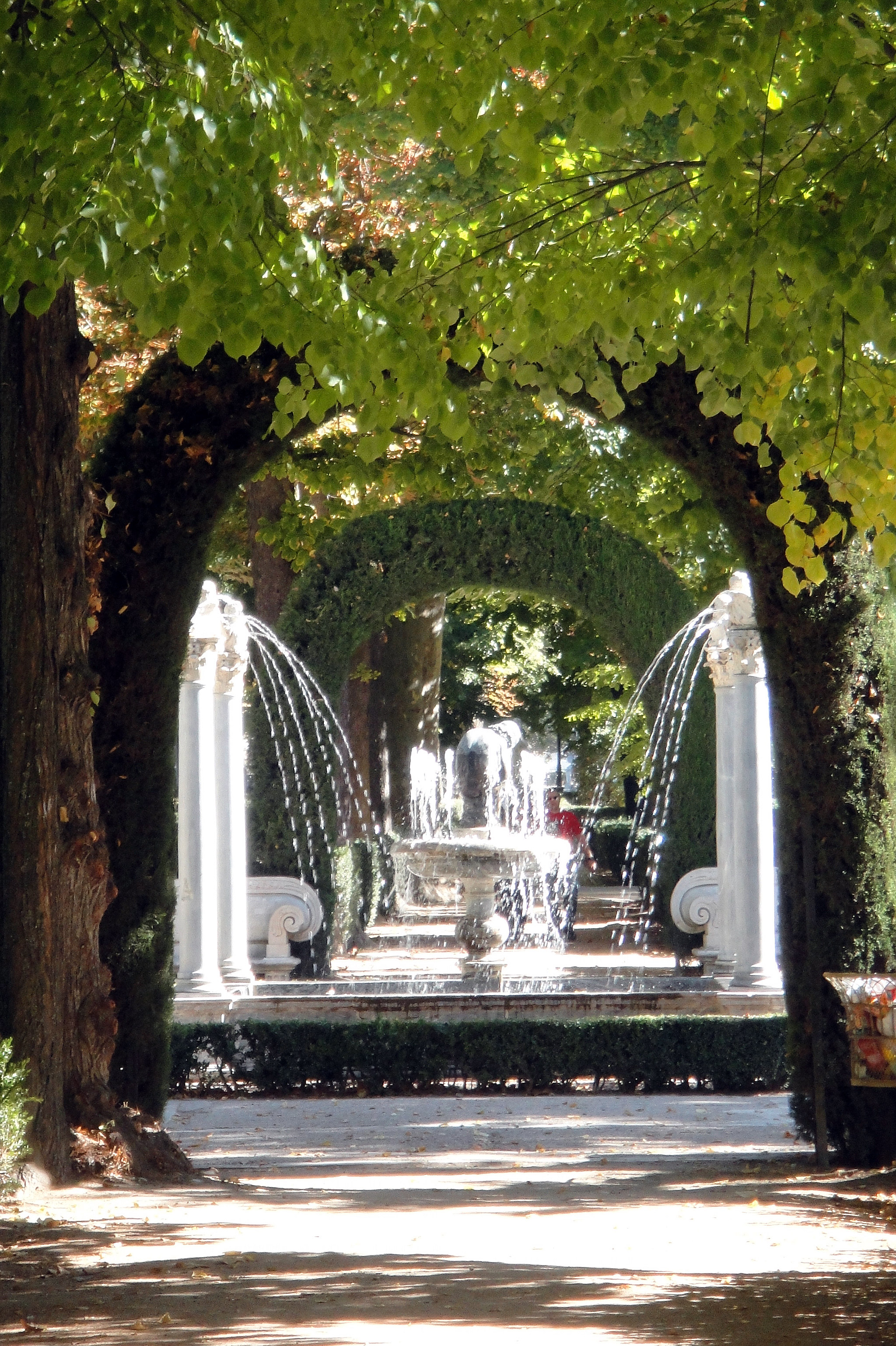
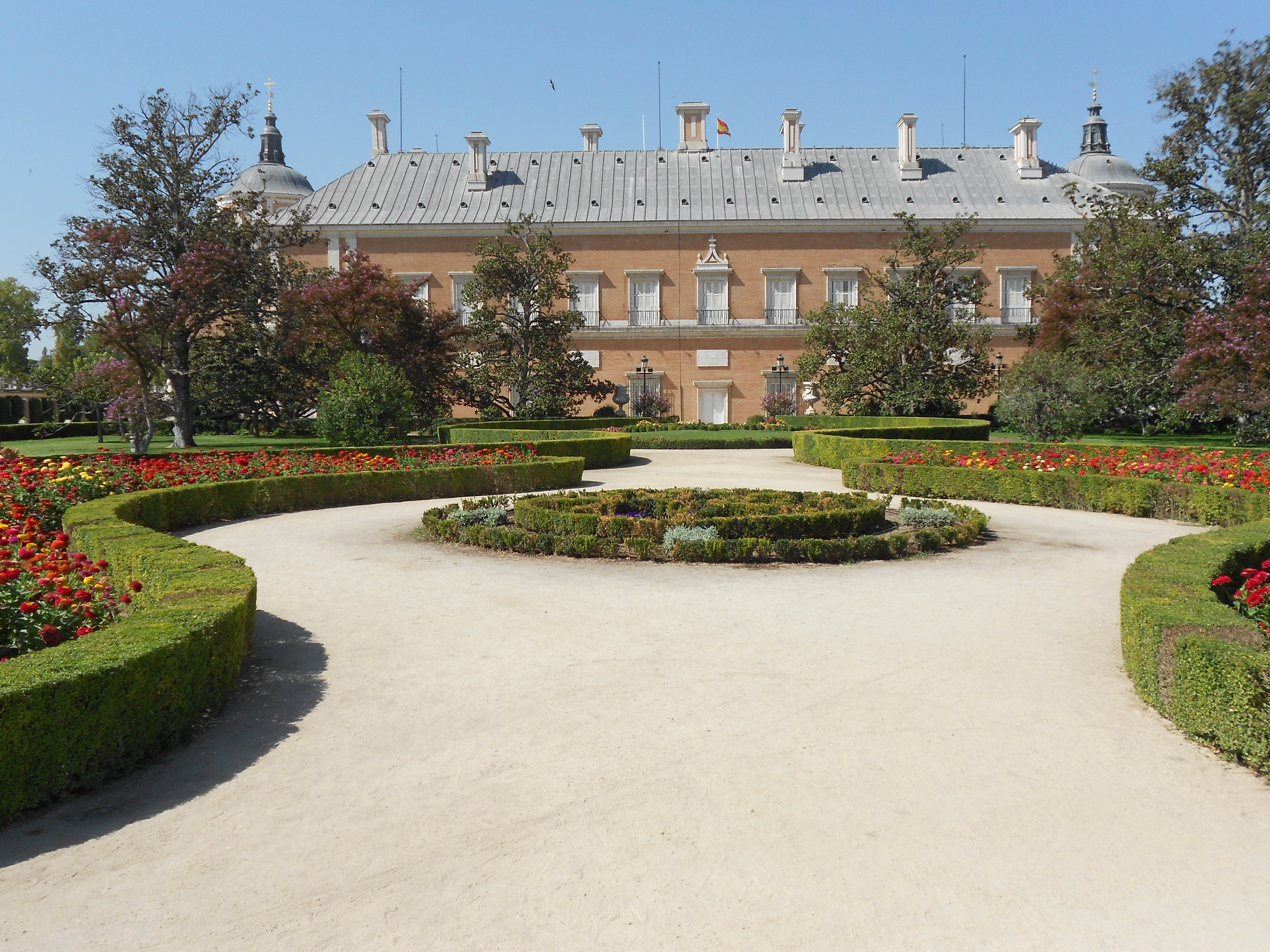
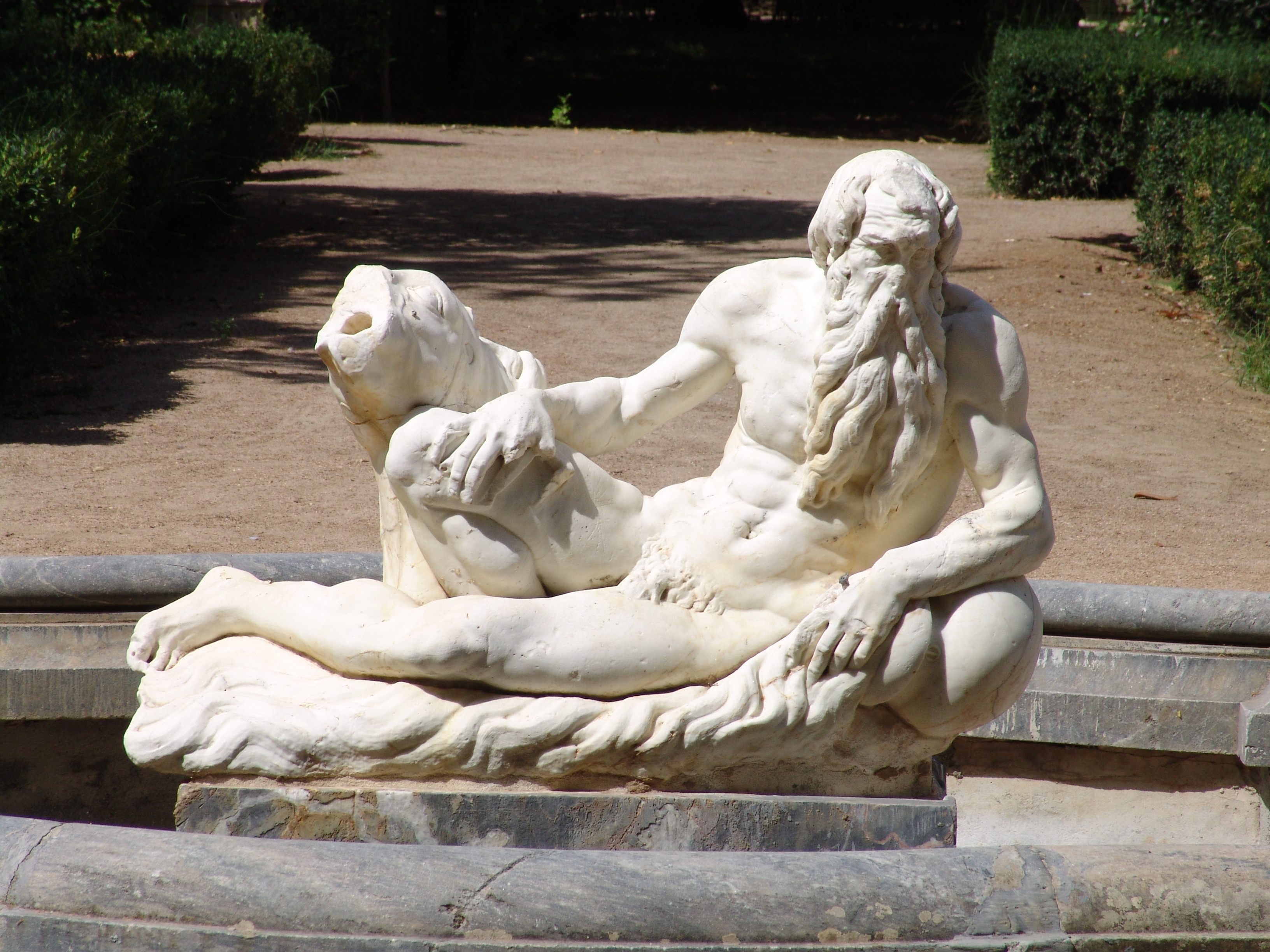
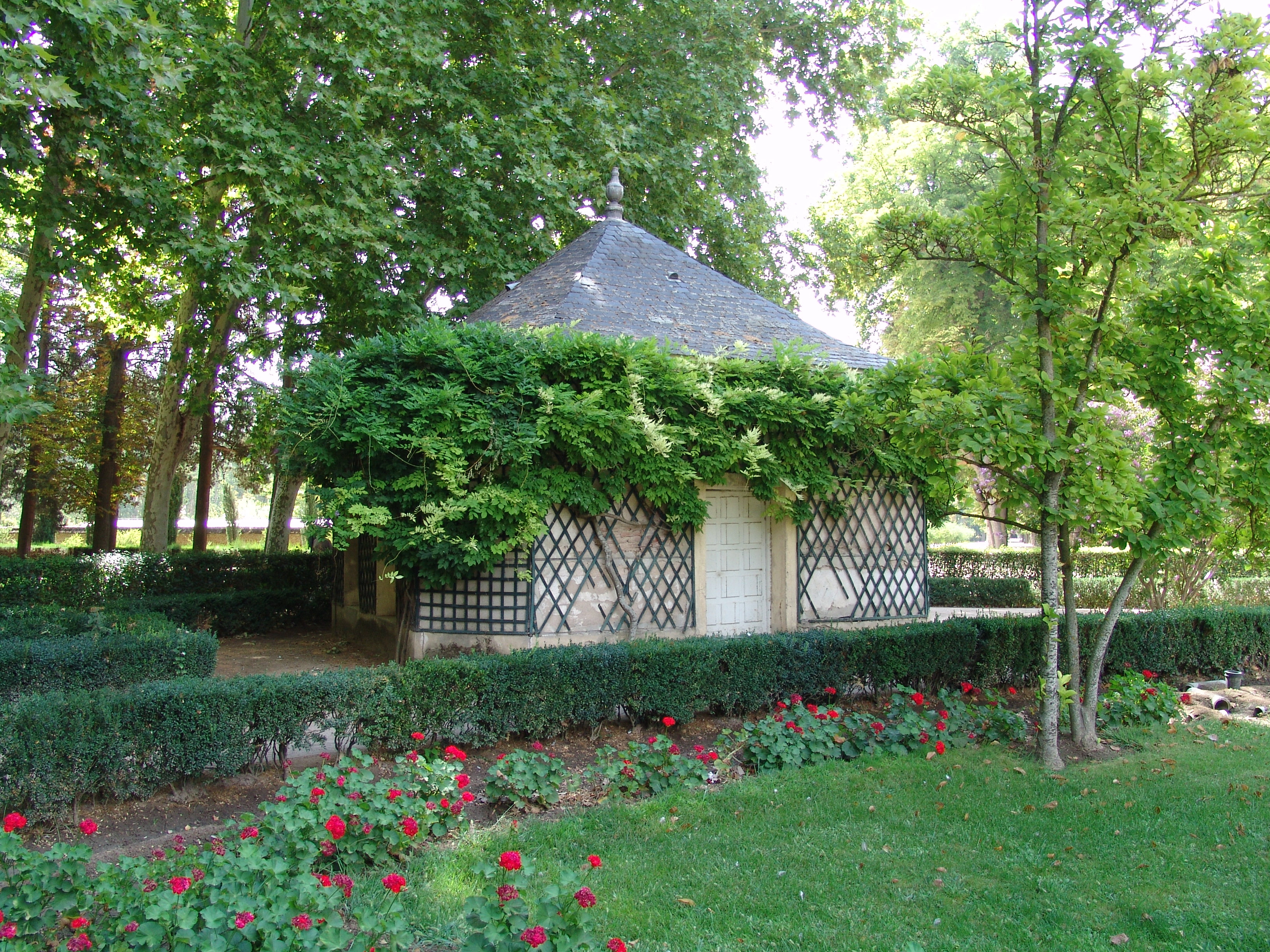
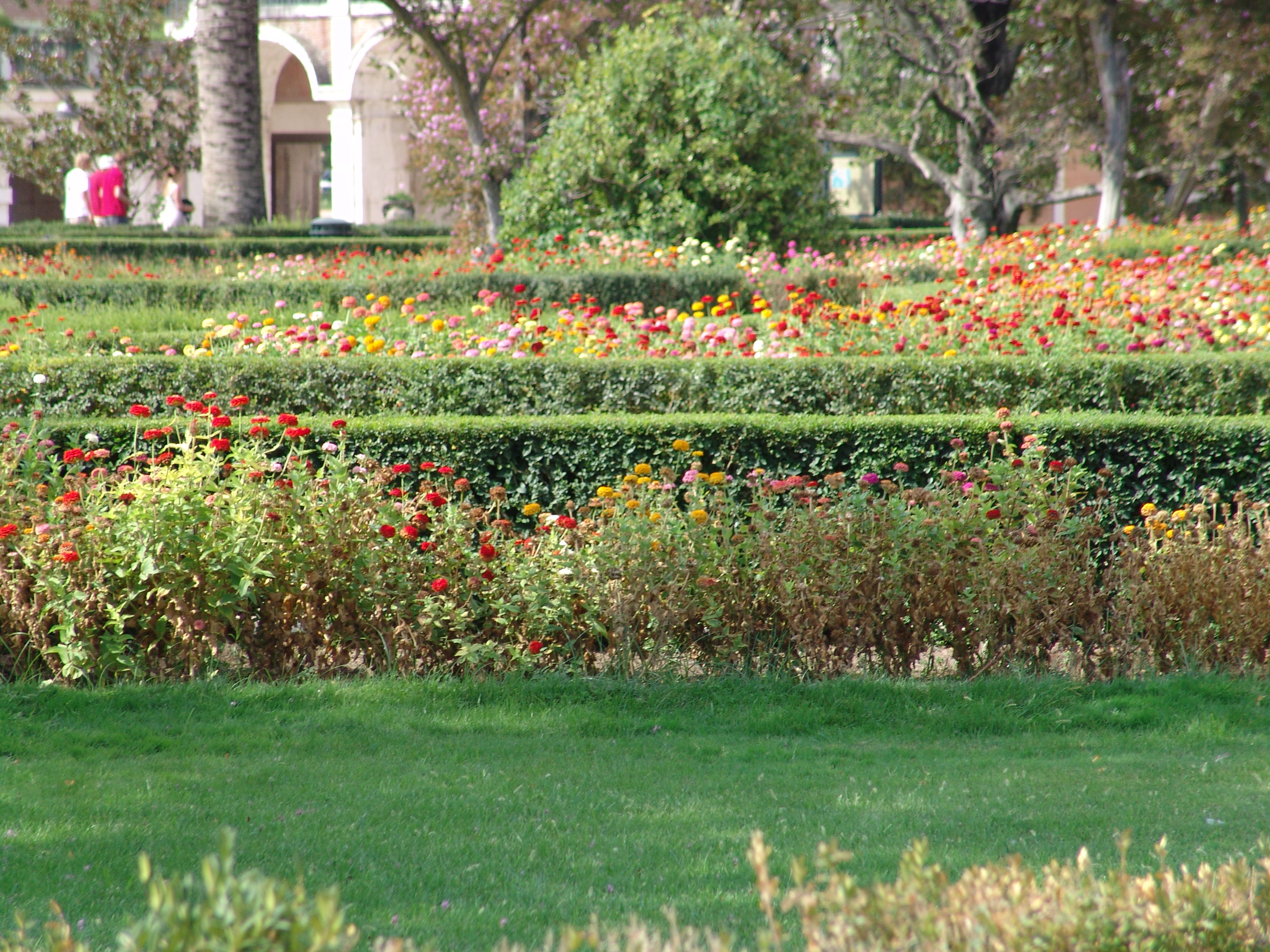
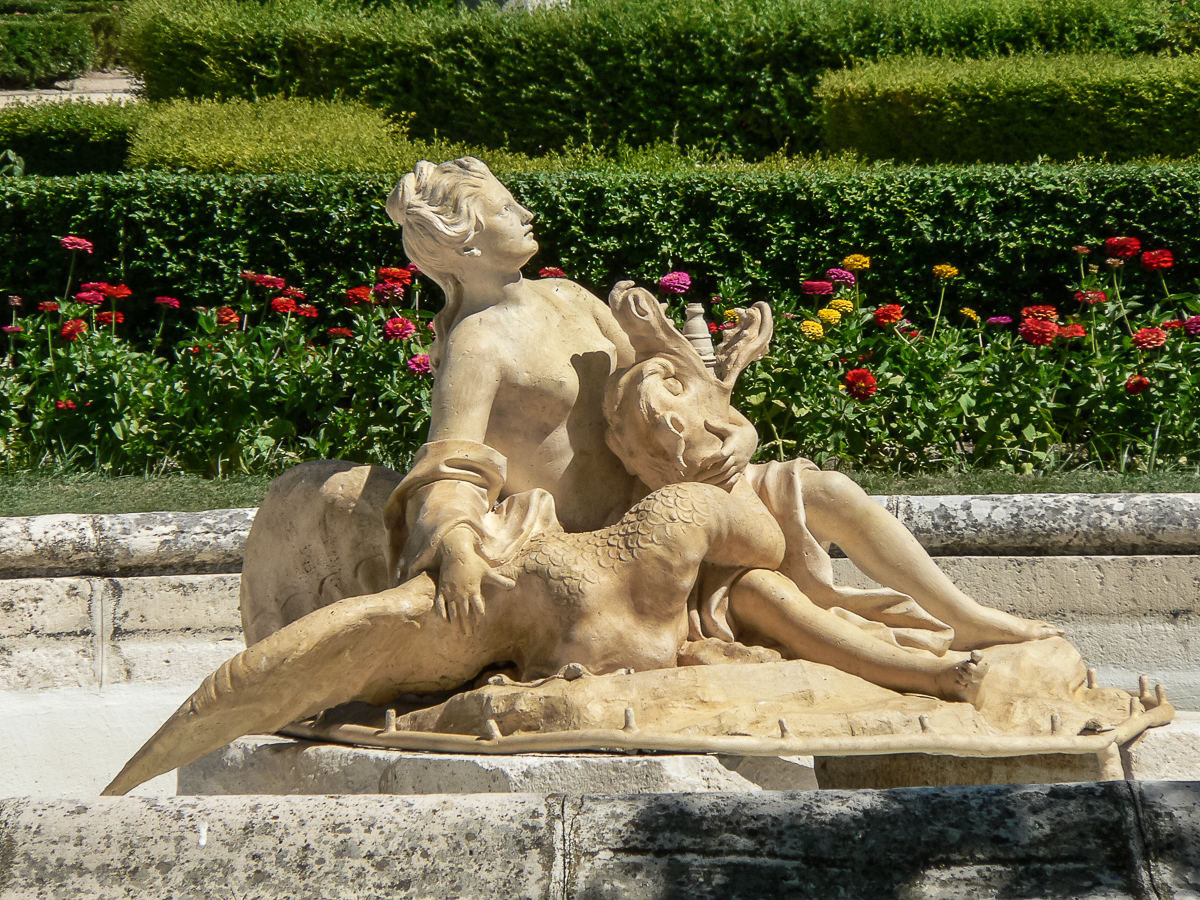
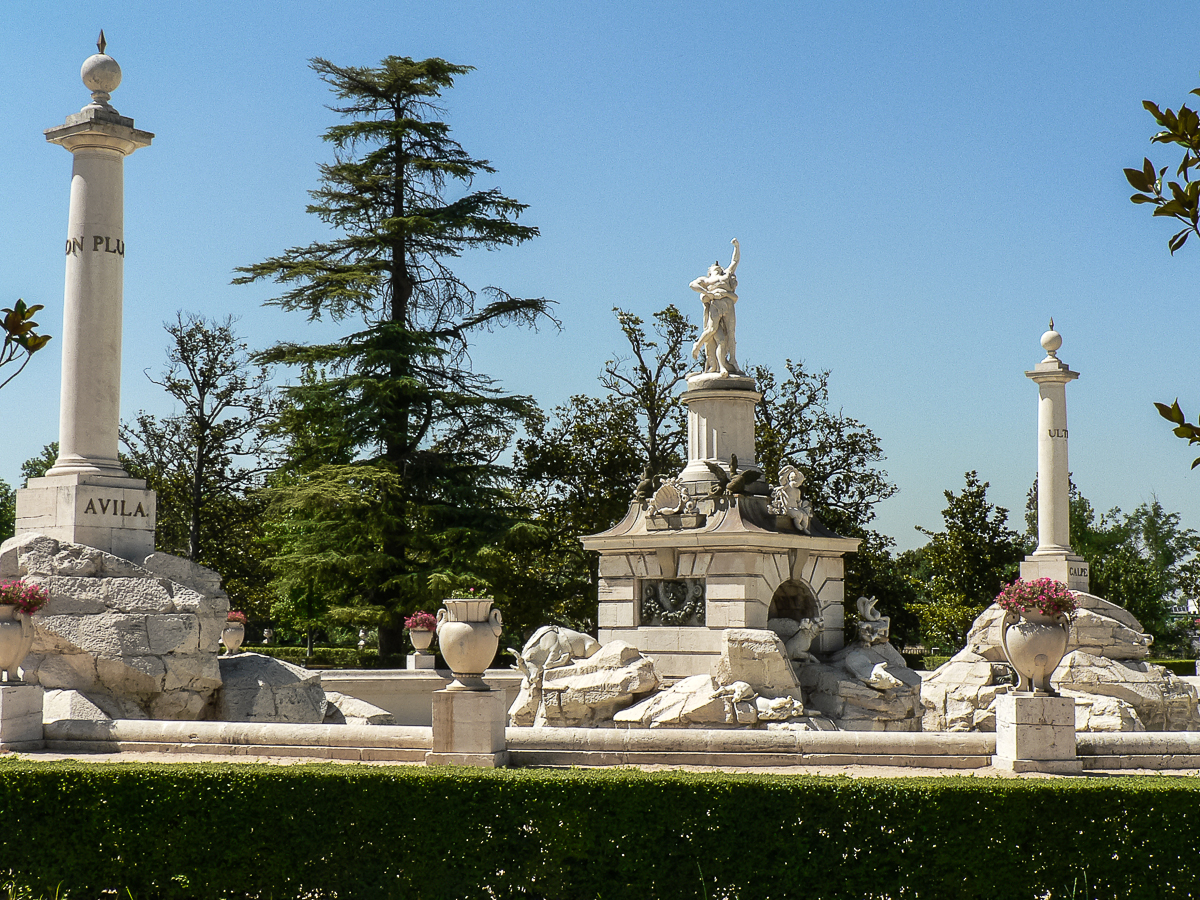
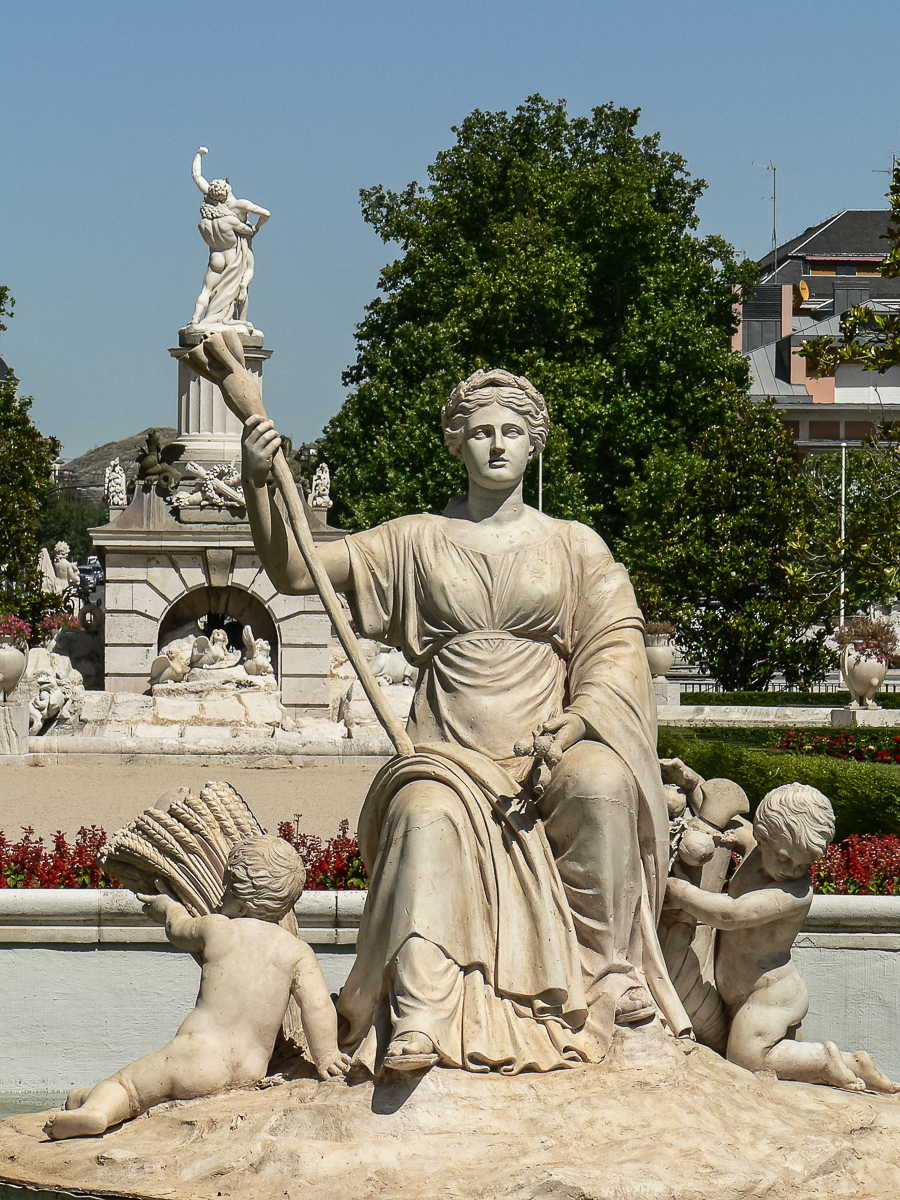
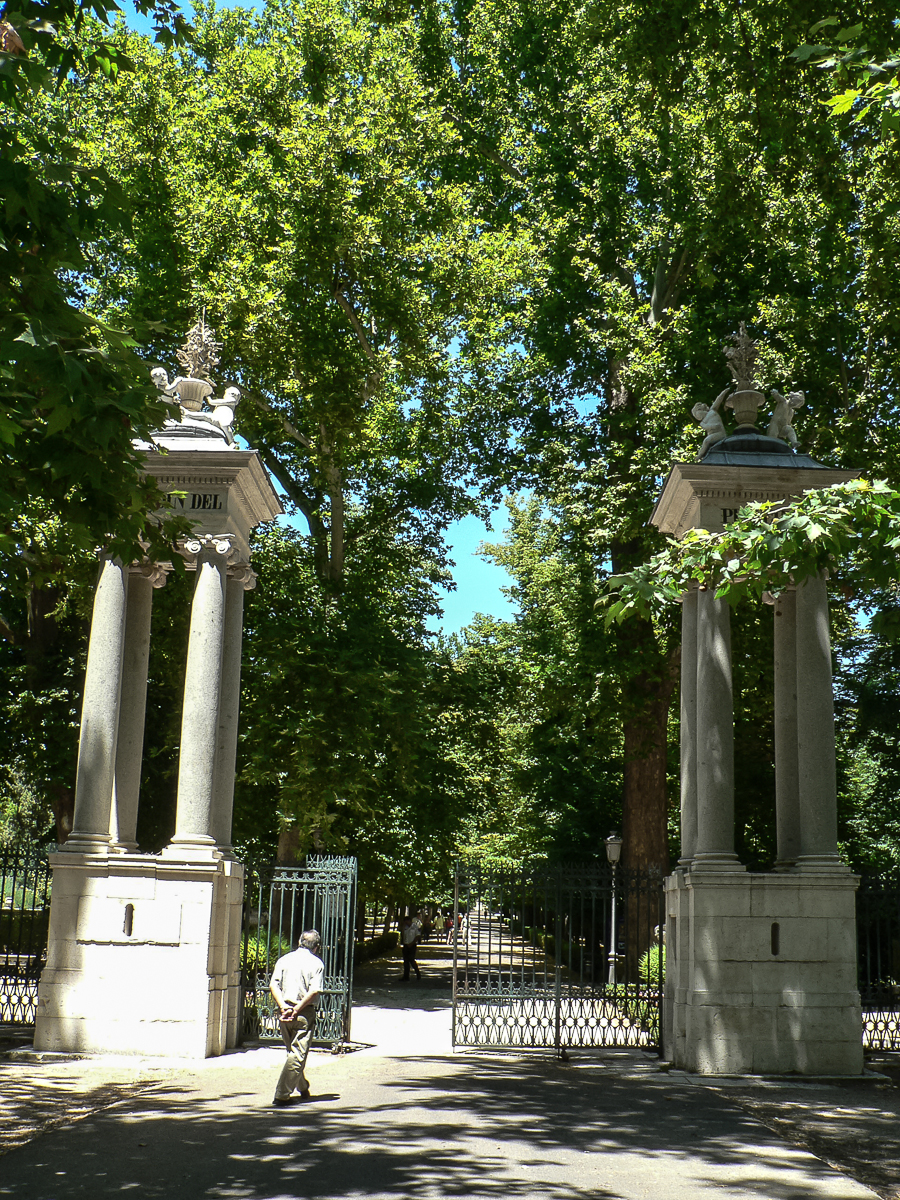
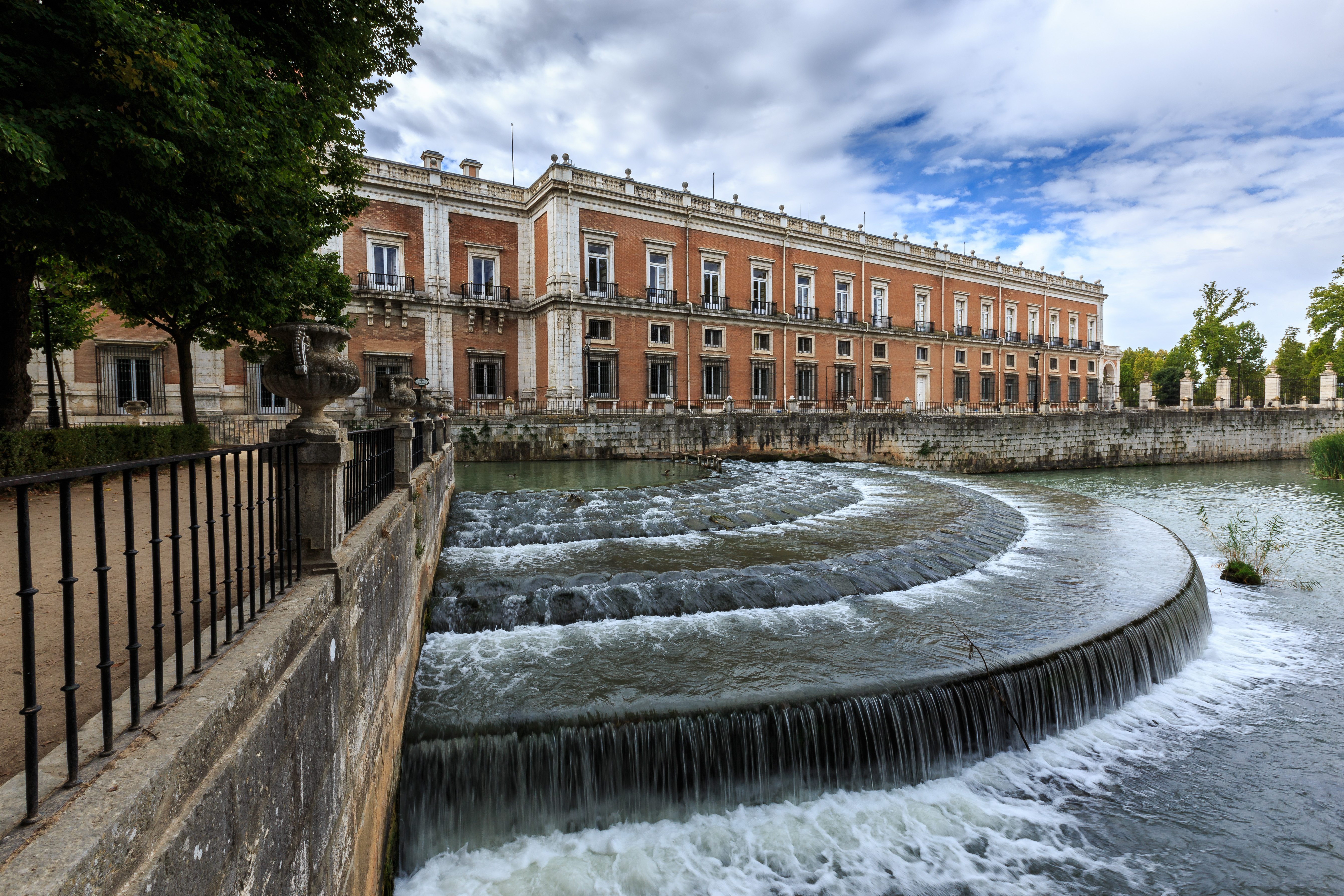
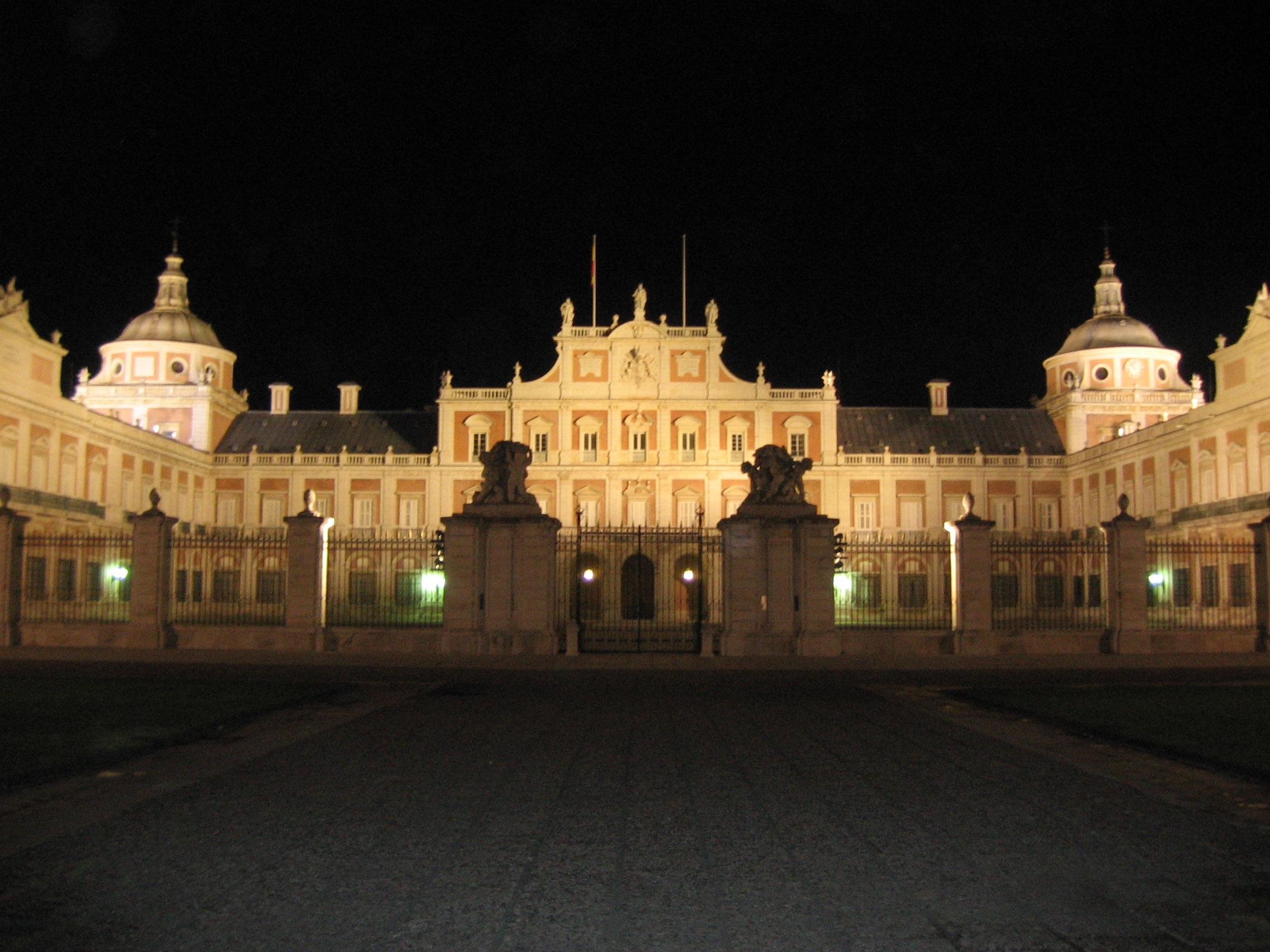
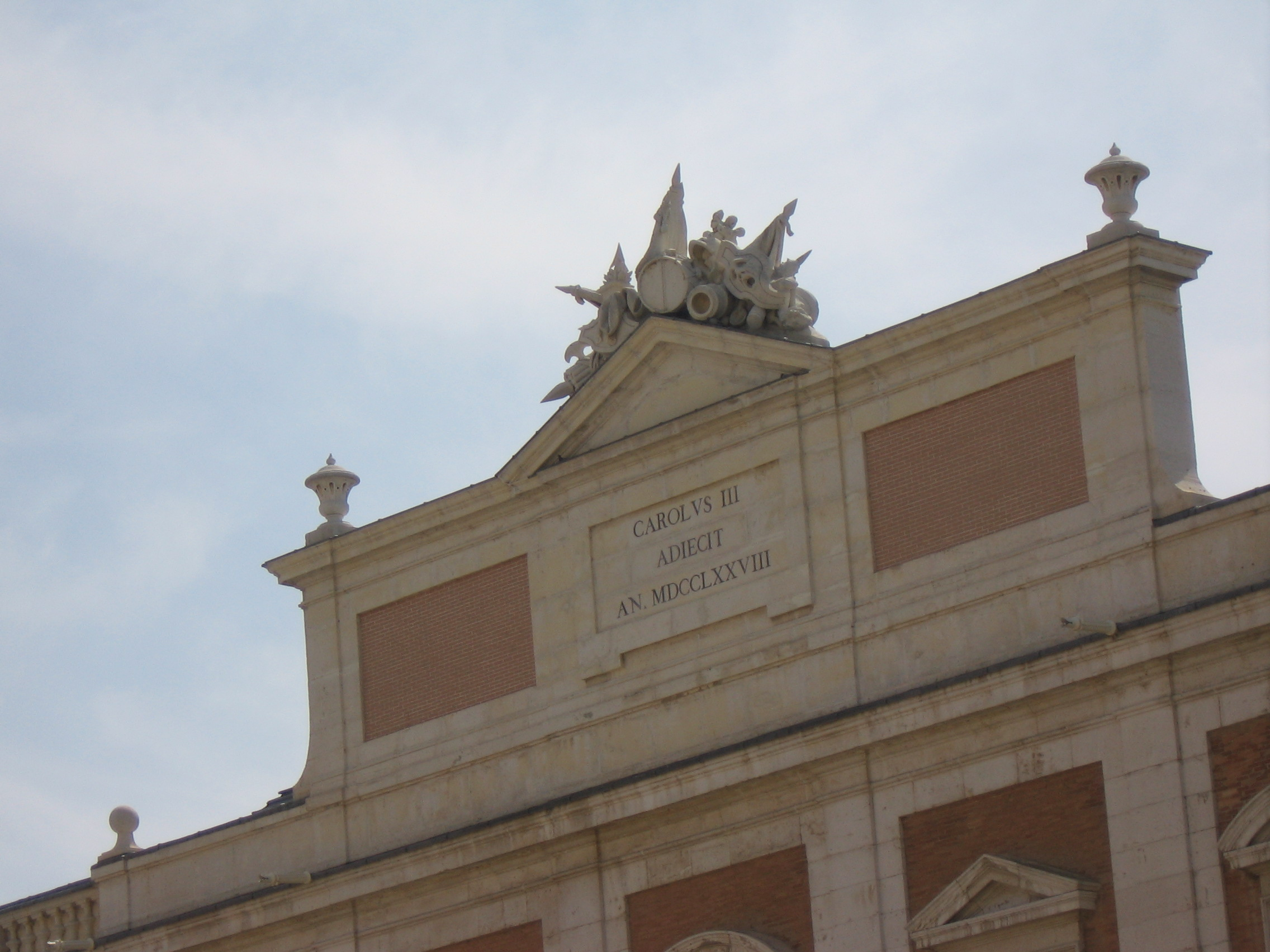
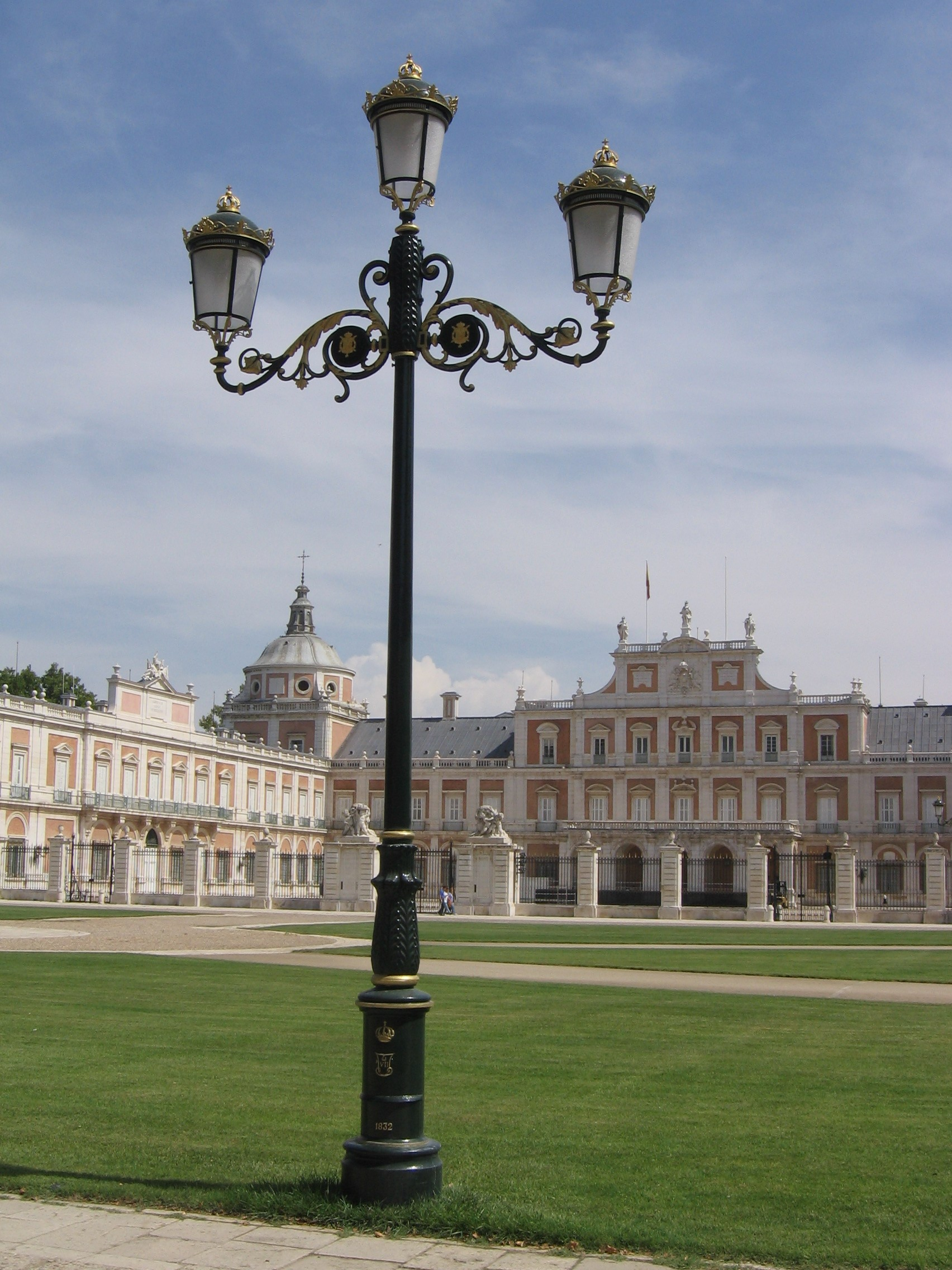
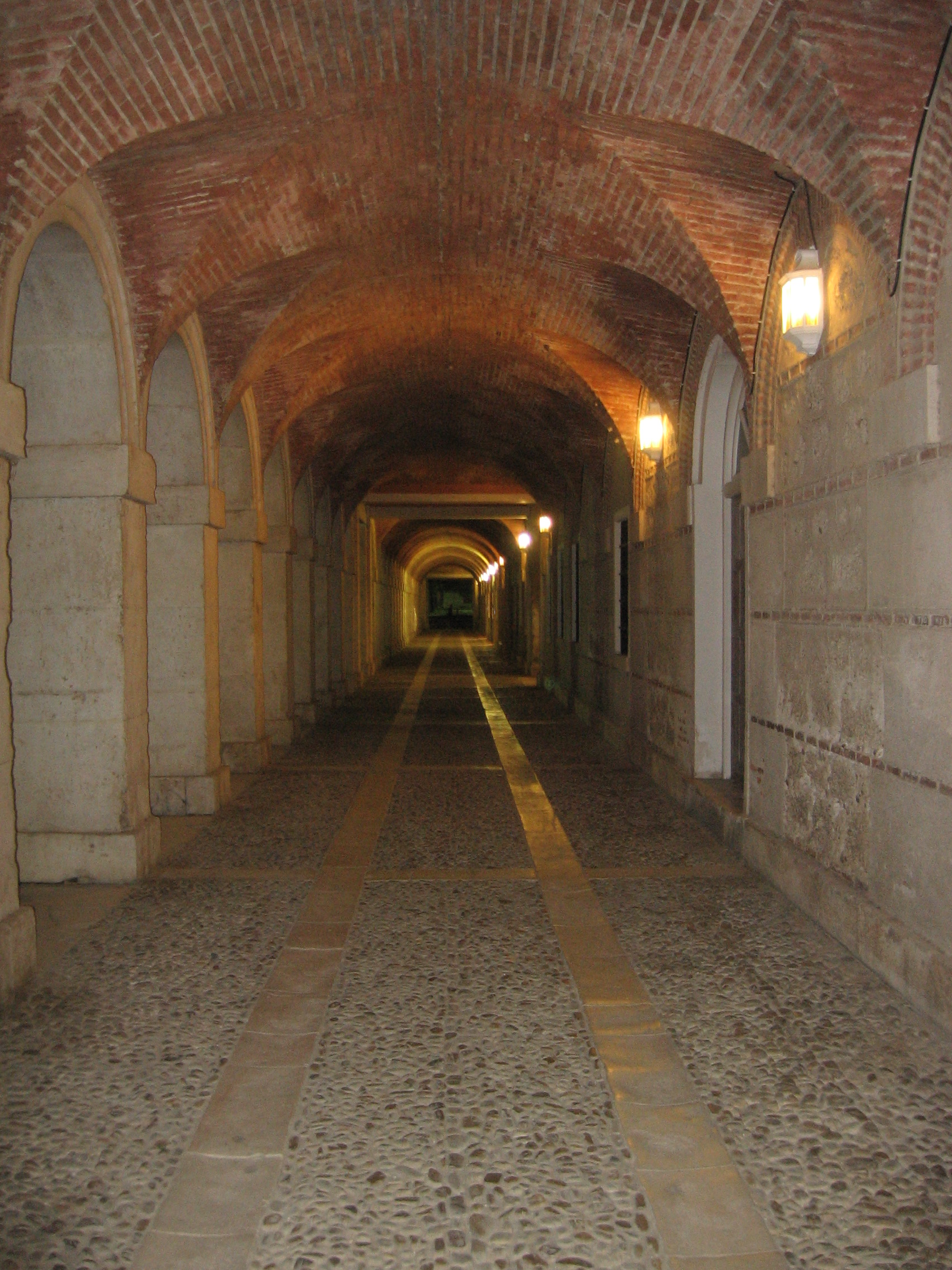
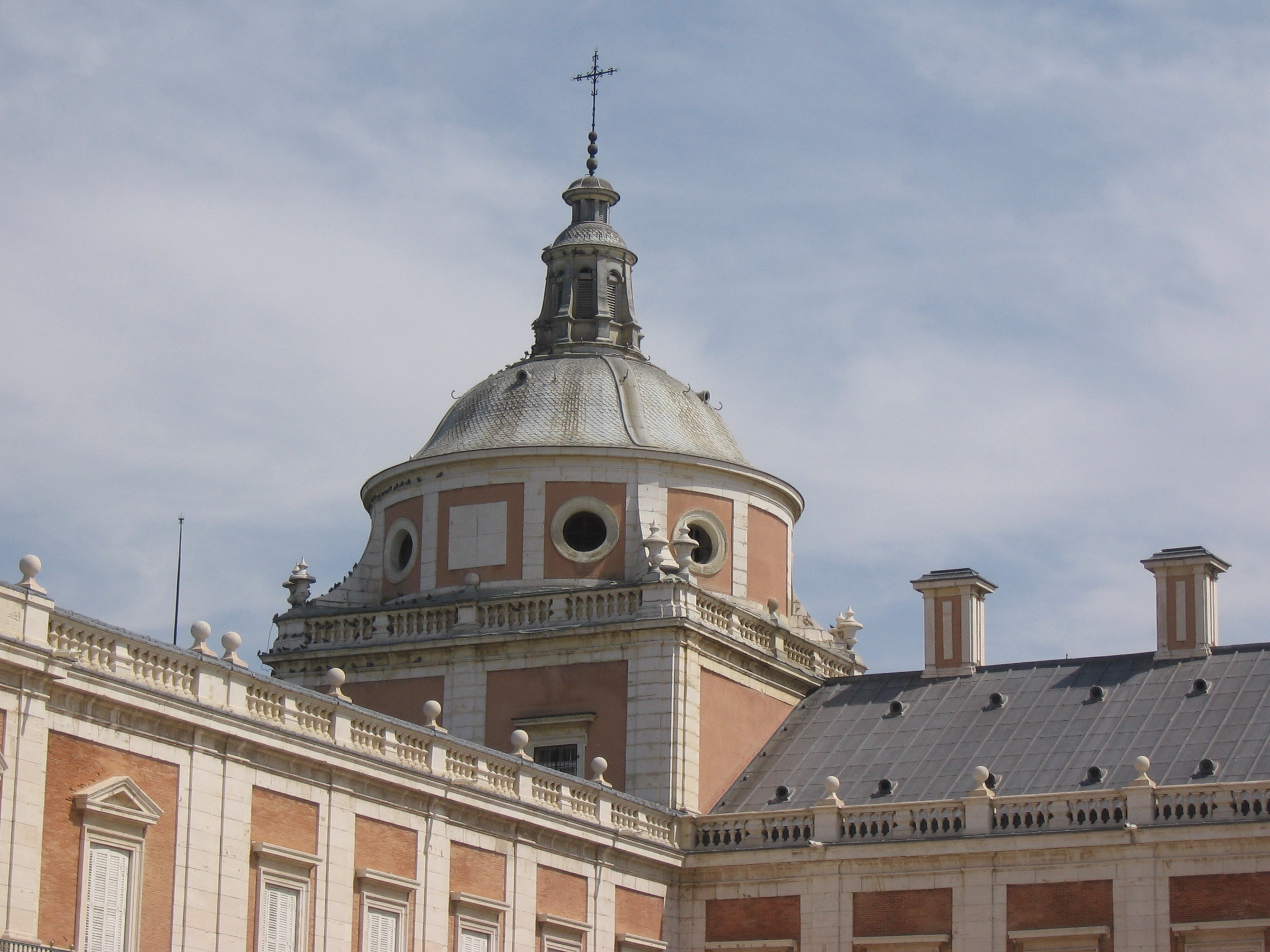
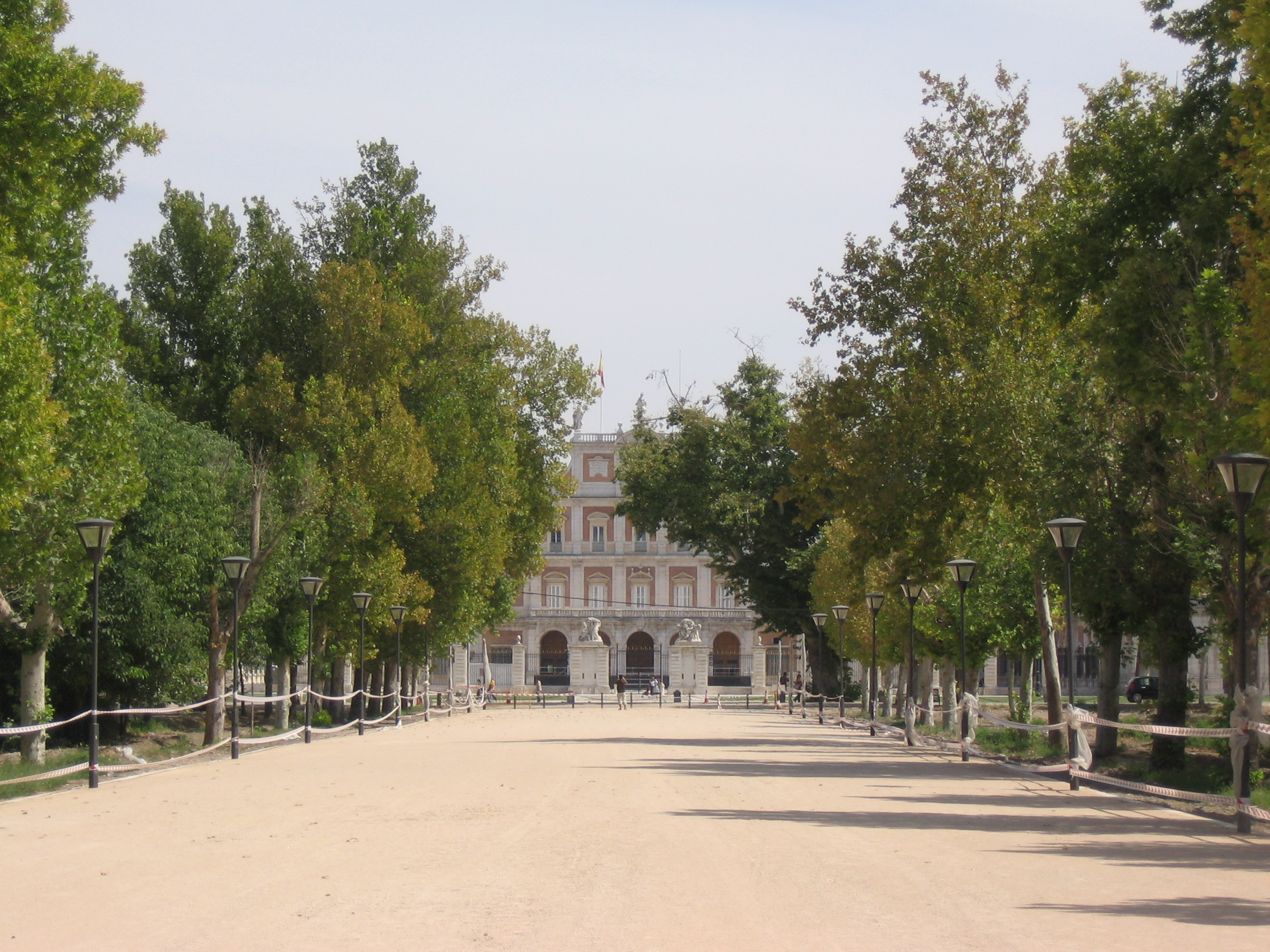